# هواء مصطنع
كان مصطلح الهواء المُصنَّع مصطلحًا يستخدم للغازات الاصطناعية ظهر حوالي عام 1670 عندما صاغ روبرت بويل هذا المصطلح عند عزل ما يُفهم الآن على أنه الهيدروجين. فاكتيتيس "Factitious" تعني «اصطناعية وليست طبيعية»، لذا فإن المصطلح يعني «غازات من صنع الإنسان» دراسة هذه الأجواء تتفاعل مع نظرية اللاهوب. تم التحقيق على نطاق واسع في الإمكانات العلاجية للهواء المصطنع بمساهمات كبيرة من توماس بيدوس، وجيمس وات، وهامفري ديفي، وآخرين في معهد الهواء المضغوط.
استخدم هنري كافنديش (1731 - 1810) مصطلح «الهواء المُصنَّع» للإشارة إلى «أي نوع من الهواء موجود في أجسام أخرى في حالة غير مرنة، وينتج من هناك عن طريق الفن»، كما يعرف أيضًا «الهواء الثابت» (ثاني أكسيد الكربون): «بالهواء الثابت، أعني تلك الأنواع المعينة من الهواء المُصنَّع، والذي يتم فصله عن المواد القلوية بمحلول في الأحماض أو بالتكلس»، كان لدى جورجيانا كافنديش، دوقة ديفونشاير (المرتبط بهنري من خلال الزواج) اهتمامًا عميقًا بالكيمياء مع الاهتمام بأبحاث هنري في كيمياء الهواء. لعبت دورًا محوريًا في تطوير دراسة الأجواء المُصنَّعة من خلال الشراكة مع توماس بيدوز لتأسيس مؤسسة تعمل بالهواء المضغوط.
هناك تناقضات كبيرة في التسمية القديمة بسبب المعرفة المحدودة للكيمياء والتكنولوجيا التحليلية البدائية للعصر (أي استنادًا إلى الكيمياء، من الواضح أن المصطلحات تم تعيينها عن طريق الخطأ لأكثر من غاز بواسطة محققين مختلفين). علاوة على ذلك، في معظم الحالات، لم تكن الغازات نقية. قد تضمنت الأسماء المستخدمة للأجواء المصطنعة ما يلي:
- الهواء المصطنع
  - أكسيد النيتروز (ديفي)
  - الهيدروجين (بويل)
  - واستخدام كافنديش القاطع الأوسع للمصطلح
- الهيدروكربونات - أول أكسيد الكربون
- هواء شديد الاشتعال - أول أكسيد الكربون
- هواء قابل للاشتعال - هيدروجين
- الهيدروجين - الهيدروجين
- غاز حامض الكربونيك - ثاني أكسيد الكربون
- الهواء الثابت - ثاني أكسيد الكربون
- غاز المستنقعات - الميثان
- هيدروجين كبريتيد - كبريتيد الهيدروجين
- آزوتيك الهواء - نيتروجين

كان السل مرضًا رئيسيًا حاول الأطباء معالجته باستخدام الهواء المُصطنع، خاصةً منذ وفاة ابنة جيمس وات بسبب المرض. أبلغ جون كارمايكل عن نجاحه في علاج مريض يعاني من السل باستخدام الهيدروكربونات. كان هذا التطبيق للهواء المصطنع رائدًا في البحث ذي الصلة بالعصر الحديث حيث أن أول أكسيد الكربون لديه حاليًا أدلة قبل السريرية على علاج تطور عدوى السل المتفطرة عن طريق إحداث السكون، وتحفيز الاستجابة المناعية للمضيف، وتخفيف التهاب المضيف.